# Felix Gall
Felix Gall (Nußdorf-Debant, 27 febbraio 1998) è un ciclista su strada austriaco che corre per la Decathlon AG2R La Mondiale Team. Già campione del mondo 2015 tra gli Juniores, è professionista dal 2020, ha caratteristiche di passista-scalatore, ha vinto una tappa al Giro di Svizzera 2023 ed una tappa del Tour de France 2023.

## Palmarès

### Strada
- 2015 (Juniores)

Campionati austriaci, Prova in linea Junior
Campionati del mondo, prova in linea Juniores
- 2016 (Juniores)

Trofeo Guido Dorigo
- 2018 (Development Team Sunweb, una vittoria)

Campionati austriaci, Prova in linea Under-23
- 2019 (Development Team Sunweb, due vittorie)

2ª tappa Istrian Spring Trophy (Orsera > Portole)
Classifica generale Istrian Spring Trophy
- 2023 (AG2R Citroën Team, due vittorie)

4ª tappa Giro di Svizzera (Monthey > Leukerbad)
17ª tappa Tour de France (Saint-Gervais-Monte Bianco > Courchevel)

#### Altri successi
- 2018 (Development Team Sunweb)

Classifica giovani Tour de Savoie Mont-Blanc

## Piazzamenti

### Grandi Giri
- Giro d'Italia

2022: 50º
- Tour de France

2023: 8º
2024: 14º
2025: 5º
- Vuelta a España

2024: 29º

### Classiche monumento
- Liegi-Bastogne-Liegi

2024: 47º
- Giro di Lombardia

2022: ritirato
2023: 80º

### Competizioni mondiali
- Campionati del mondo

Richmond 2015 - Cronometro Junior: 34º
Richmond 2015 - In linea Junior: vincitore
Doha 2016 - In linea Junior: ritirato
Innsbruck 2018 - In linea Under-23: 63º
Imola 2020 - In linea Elite: ritirato
Wollongong 2022 - Staffetta: 11º
Wollongong 2022 - In linea Elite: 97º

### Competizioni europee
- Campionati europei

Tartu 2015 - Cronometro Junior: 4º
Tartu 2015 - In linea Junior: 22º
Trento 2021 - Staffetta mista: 5º
Trento 2021 - In linea Elite: ritirato